# 拉氏癞颈龟
拉氏癩頸龜（學名：Elseya lavarackorum）是齒緣癩頸龜屬下的一種淡水龜，只生活在澳大利亞。

## 分類學
1994年，依據來自澳大利亞昆士蘭州西北部里弗斯利化石，拉氏癩頸龜以Emydura lavarackorum為學名的以首次被描述。在此之後才被發現有現存個體。

## 描述
這種龜頸部較短，其背殼平均長度可達35（14英寸），其腹甲的接合處呈波浪狀。這也是其與齒緣癩頸龜的主要區別之一。

## 習性
拉氏癩頸龜生活在北領地和昆士蘭州注入卡奔塔利亞灣的河流中。
這種龜大致上是一種草食動物，以植物果實、花、葉子及露兜樹的根莖為食，其接近成年的個體也會食用昆蟲。無花果可能是其重要的食物來源之一。它們會將卵產在水邊的泥土中。

## 擴展閱讀
- North Australian Land Manager: Management Guidelines for Gulf Snapping Turtle
- Gondwanan Turtle Information （页面存档备份，存于）